# 鲁迦堪布·喜绕尼玛
鲁迦堪布·喜绕尼玛（？—？）蒙古族，甘肃省永登县连城镇人，第一世鲁迦堪布。

## 生平
甘肃省永登县连城镇的鲁土司出身蒙古，信仰藏传佛教。鲁土司的始祖脱欢，是元世祖忽必烈之孙，曾任平章政事。明朝灭元朝时，脱欢随元顺帝北逃未果，遂投降明朝，被封为连城土司。明朝永乐年间，第三代土司因为作战有功，获赐鲁姓，由此始称“鲁土司”。该土司系统共传19世，22代，达558年，直到1932年“改土归流”才告终。连城鲁土司辖区包括今永登县连城、民乐、大有、七山、通远、红城、城关、龙泉以及兰州市红古区河嘴、平安、天祝藏族自治县的古城等乡镇，辖区面积大约9000余平方公里。
《清史稿·甘肃土司传》及《重续鲁氏家谱》载，鲁土司的墓葬区分布于上享堂、下享堂、西享堂。上享堂位于连城镇北二里水磨沟口的享堂东山上，葬有始祖脱欢以下十世以及第十五世以后的诸土司，此地即今东大寺的所在地。第一世班禅堪布喜绕尼玛便是第五世鲁土司的第三子，在获五世班禅罗桑意希赏封之前，又称“鲁迦堪布”。
五世班禅罗桑意希赏封喜绕尼玛为“班禅堪布”，准予转世。明朝万历年间，喜绕尼玛创建了东大寺。
鲁土司家族全面改宗格鲁派便始于17世纪初“鲁家喇嘛”（lu kyav bla ma）喜绕尼玛（she rab nvi ma）建立东大寺之时。明朝末期，“鲁家喇嘛”喜绕尼玛游历后藏向格鲁派的班禅学经，因精通大小五明而获五世班禅器重，被封为“班禅堪布”（ban claen mkhan po）。学成后，喜绕尼玛回到湟北，于土羊年（乙未，1619年）建“大通大寺”（te thung dgong chen）。《安多政教史》以及蒲文成的《甘青藏传佛教寺院》天祝藏族自治县妙因寺节，认为乙未年为1619年。该寺也称“推桑木达杰林”（thos bsam dar rgyas gling，其中thos bsam意为“闻思”，dai rgyas意为“繁荣、发达、兴盛、昌隆”，gling意为“洲”，合起来意为“闻思兴盛洲”）。因位于连城妙因寺以东，故名东大寺。鲁嘉夏仲（lu kyav zhabs drung，其中zhabs drung意为“尊前、足下、阁下”。此人即鲁家喇嘛喜绕尼玛）及其兄弟鲁土司等聘请前世衮卓（kun gr01）出任该寺堪布，制定寺规，此后按格鲁派的做法开始活佛转世，鲁土司家族属寺大多以宗亲子弟任寺主或堪布。由此可推断，经第一世“班禅堪布”喜绕尼玛的推动，鲁土司家族属寺开始改信格鲁派，并且波及连城地区。